# Нуар Людина-павук
«Нуар Людина-павук» (англ. Spider-Noir) — майбутній американський телесеріал, розроблений Ореном Узіелем і Стівом Лайтфутом для MGM+, заснований на персонажі Marvel Comics Нуар Людина-павук. Він має стати першим телевізійним серіалом у кіновсесвіті Людини-павука від Sony. Виробництвом серіалу займаються Sony Pictures Television, Lord Miller, Pascal Pictures і Amazon MGM Studios, а Узіель і Лайтфут виступають в якості шоуранерів. Він розповідає про Нуар Людину-павука, старого приватного детектива та супергероя в альтернативній версії Нью-Йорка 1930-х років, який бореться зі своїм минулим життям.
Роль Нуарного Людини-павука виконує Ніколас Кейдж, раніше він озвучив одну з версій цього персонажа в анімаційному фільмі Sony «Людина-павук: Навколо всесвіту». У лютому 2023 року стало відомо про початок розробки серіалу та залучення Узіела, Лайтфута найняли того ж грудня. Серіал було замовлено в травні 2024 року під назвою Нуар (англ. Noir), також підтверджено участь Кейджа. У липні його назву було змінено на Spider-Noir. Фільмування почалися в серпні 2024 року в Лос-Анджелесі і триватимуть до лютого 2025 року.
Spider-Noir дебютує на MGM+ і складатиметься з восьми епізодів.

## Синопсис
Нуар Людина-павук розповідає про немолодого приватного детектива 1930-х років у Нью-Йорку, який бореться зі своїм минулим життям, будучи єдиним супергероєм в цьому місті. 

## Актори та персонажі
- Ніколас Кейдж — Нуар Людина-павук:
Немолода версія Людини-павука, приватного детектива та супергероя з альтернативного світу, заснованого на Нью-Йорку 1930-х років[2][1]
- Ламорн Морріс[en] — Роббі Робертсон: працьовитий журналіст, який пише ризиковані історії, щоб привернути увагу та просунути свою кар’єру[3]
- Брендан Ґлісон — нью-йоркський бос мафії. Глісон описав персонажа як філософа з «орлиним оком», який водночас небезпечний[4][5][6]
- Лі Джун Лі[en] — співачка в нічному клубі Нью-Йорка[7]
- Абрахам Попула — ветеран Першої світової війни, який шукає «можливість йти далі»[8]
- Джек Г'юстон — охоронець[9]
- Карен Родріґез[10]

Крім того, на другорядні ролі залучені Лукас Хаас, Камерон Бріттон, Кері Крістофер, Майкл Костофф, Скотт Мак-артур, Джо Массінґілл, Вітні Райс і Аманда Шулл.

## Виробництво

### Розробка
Голова правління Sony Pictures Entertainment Тоні Вінчікерра у березні 2019 року заявив, що спільний всесвіт Sony, пов’язаний із Людиною-павуком, відомий як кіновсесвіт Людини-павука від Sony, буде розширено на телебачення через проєкти Marvel Comics, розроблені Sony Pictures Television. Студія «по суті проводила внутрішнє прослуховування» із 900 персонажів, до яких вона мала доступ, щоб вирішити, у якому світі вони з’являтимуться. Після роботи над анімаційним фільмом Sony «Людина-павук: Навколо всесвіту» (2018) Філ Лорд і Крістофер Міллер у квітні 2019 року підписали загальну угоду з Sony Pictures Television на розробку кількох телевізійних серіалів для студії, включно з серіалами на основі Marvel, які потенційно може включати персонажів із Навколо всесвіту, а також знято у режимі живої дії. Деякі проєкти будуть створені спільно з Емі Паскаль. Намір полягав у тому, щоб Лорд і Міллер «перезавантажили» Людину-павука для телебачення. До вересня 2020 року Sony вела переговори з Amazon Prime Video про те, щоб останні стали потоковим дистриб’ютором «набору» телевізійних серіалів Marvel від Sony. 
У лютому 2023 року стало відомо, що Sony Pictures Television розробляє телесеріал на основі персонажа Нуар Людини-павука для MGM+ і Prime Video. Орен Узіель розробив серіал разом з Лордом, Міллером і Паскалем, які всі є виконавчими продюсерами, а Узіель написав сценарій. У грудні Amazon найняв Стіва Лайтфута, який раніше працював шоуранером серіалу Marvel Television «Каратель» (2017–2019), щоб стати співраннером і виконавчим продюсером разом з Узіелем. Amazon офіційно замовила та назвала серіал Noir у травні 2024 року, коли Гаррі Брадбір приєднався як режисер та виконавчий продюсер перших двох епізодів. Телесеріал розробляють Sony Pictures Television, Lord Miller, Pascal Pictures і Amazon MGM Studios. Того ж липня серіал було перейменовано на Spider-Noir, щоб краще підкреслити його зв’язок із всесвітом Людини-павука. Також виявилося, що він складається з восьми епізодів. Леслі Ґолдберг з Puck News у серпні 2024 року повідомила, що Sony не очікує поновлення загальної угоди з Лордом і Міллером після того, як дует не погодився зі студією щодо бюджету серіалу. 

### Сценарій
Дія Spider-Noir відбувається в альтернативному світі, заснованому на Нью-Йорку 1930-х років, а президентка Sony Pictures Television Кетрін Поуп описує серіал як переосмислення Нуар Людини-павука. Після розкриття розробки серіалу Variety повідомило, що дія буде відбуватися у власному всесвіті та що серіал буде зосереджений на іншому головному герої, а не на Пітері Паркері, який є Нуар Людиною-павуком у коміксах. У травні 2023 року Міллер заявив, що розробку призупинено через страйк Гільдії сценаристів Америки, який почався на початку того місяця, і що робота буде відновлена після завершення страйку. 

### Кастинг
У травні 2023 року Лорд і Міллер заявили, що Ніколас Кейдж може зобразити Нуар Людину-павука в серіалі після того, як він раніше озвучив одну з версій персонажа в «Людині-павуку: Навколо всесвіту». Кейдж вів перемовини щодо ролі до лютого 2024 року, а до травня його було підтверджено на роль. У липні 2024 року обрали ще кількох акторів, зокрема Ламорн Морріс зіграє Роббі Робертсона, Брендан Ґлісон зіграє невідомого лиходія, також до касту долучилися Лі Джун Лі та Абрахам Попула. Кастинг Ґлісона підтвердили у вересні, тоді ж до акторського складу приєднався Джек Г'юстон. Пізніше того ж місяця Лукас Хаас, Камерон Бріттон, Кері Крістофер, Майкл Костофф, Скотт Мак-артур, Джо Массінґілл, Вітні Райс і Аманда Шулл отримали другорядні невідомі ролі, а до головних доєдналася також Карен Родріґез.

### Знімання
Основні зйомки розпочалися в серпні 2024 року в Лос-Анджелесі під робочою назвою Old Fashioned, а оператором виступав Дарран Тірнан. Ґлессон почав зніматися в деяких зі своїх сцен на початку жовтня. Фільмування триватимуть п'ять місяців до лютого 2025 року. 

## Вихід
Нуар Людина-павук має дебютувати в Сполучених Штатах на MGM+, перш ніж вийти в усьому світі, в тому числі в Сполучених Штатах, на Amazon Prime Video. Серіал складатиметься з восьми епізодів. 